# 妹でいこう!
『妹でいこう!』（いもうとでいこう、Plenty of pretty sisters）は、2002年12月27日にオーバーフローより発売されたアダルトゲーム。及び、その関連作品群である。

## 概要
タイトルにも示されるように、本作は妹を題材とした作品で知られる。翌年の約半年間で約30,000本が販売された、オーバーフローのヒット作の1つである。榊野清陵学園（さかきのせいりょうがくえん）が舞台である点などから、ブランドデビュー作『ら〜じ・PonPon』と世界を共有していることが明らかとなっている。
オープニングテーマ「妹なんだもん!」は、本作に登場する妹の声を演じる大野まりなと静木亜美が歌っており、電波ソングとしても知られる。
ゲームシステムは、標準的な選択肢タイプのアドベンチャーゲーム。一度選択した選択肢は色を変えて表示されるため、未読／既読の判断をプレイヤーが確認できる。また、アンダーヘア表示／非表示オプションも用意されている他、キャラクターの目パチや口パクだけでなく、怒った時の「頭から煙」、困った時の「額に（というよりは頭に掛かるような）大粒の汗」、ラブラブ時の「ハートマーク」などといった、漫画的な演出が盛り込まれている。通常時や自動送り時の音声再生速度を変動させる可変速再生表示機能も搭載されており、最大2倍速までの速度向上が可能となっている。
なお、冒頭の選択肢を誤ると、オープニングメッセージすら表示されずにタイトルに戻ることになる。バグではないかとの問い合わせが寄せられたことから、オーバーフローはそれがバグではなく、バッドエンドであることを公表している。

## あらすじ
数年前に母を亡くした主人公の吉住久志は、父・高志と2人で過ごしていた。7月のある日、学園から帰ると見知らぬ母娘が家におり、 高志は自分の再婚相手とその連れ子だと主張する。この母娘の正体は異星から逃げてきた女王と姫君であり、高志は彼女たちの持っていた洗脳銃によって再婚したと思い込まされていた。娘の方である麻由夏は久志も洗脳しようとしたが、彼に銃を奪われてしまい、「お兄ちゃんに恋心を抱くおませな妹」になってしまう。
その後も新しく妹と自称する者が相次ぎ、大家族のドタバタ劇が始まる。

## 登場キャラクター
キャストは主人公以外、ゲーム・アニメ共通。

### メインキャラクター
吉住 久志（よしずみ ひさし）
声：葉鷲連（OVA版）
主人公。榊野清陵学園3年生。数年前に母を亡くし、父と2人で過ごしている。突然の宇宙人の登場や、父親の奇妙な行動変化にも柔軟に対応する、冷静な性格。

吉住 麻由夏（よしずみ まゆか）
声：大野まりな
ある日、吉住家に突然現れた妹。実は宇宙人であり、某星のお姫様だった。反乱によって王位を剥奪された星夏と一緒に地球に逃げ延びてきた。記憶や感情を操作可能な洗脳銃を使って、父子家族の吉住家に潜り込むつもりでいたが、銃を主人公に奪われてしまい、「お兄ちゃんに恋心を抱くおませな妹」になってしまう。なお、お姫様としての性格の名残で高飛車なところがあるが、優しい一面や健気な一面も併せ持つ。久志のことを「お兄ちゃん」と呼ぶ。
倉橋 春瑠（くらはし はるる）
声：宇佐美陽奈
クラスメイトである倉橋美織の妹。病弱で入院中。人見知りが激しいが、親しくなった相手には積極的に甘えることに加え、わがままな一面もある。久志のことを「おニイ」と呼ぶ。
吉住 冬乃（よしずみ ふゆの）
声：静木亜美
突然現れ「かつて都会に行ってしまったお兄さま」と久志を慕う妹。実は、麻由夏の乗ってきたUFOの中で数十年の間、コールドスリープによって眠らされていた日本人であり、久志からは大叔母（祖父の妹）にあたる。それゆえ、現代日本から考えると古風な和風の妹に見える。
種村 秋帆（たねむら あきほ）
声：小森はる香
麻由夏の追っ手を追い払う際に、吉住家の庭から現れた「吉住家の隠し子」を自称する、元気あふれる妹。その実は、麻由夏の星の超兵器（拠点防衛兵器）であるが、記憶をほとんど失っているため、超兵器としての活動は行なっていない。久志のことを「アニキ」と呼ぶ。

吉住 星夏（よしずみ せいか）
声：アカネ
麻由夏の母。某星では女王であったが、王位を剥奪され、麻由夏と一緒に地球に逃げ延びてくる。かなりマイペースな性格。なお、故郷の星では通常、結婚の際にはパペッティアの儀式（キスのこと）までしか行なわれず、また、子供は体外受精装置で作られる（技術の発達した故郷の星では、生命の危険を冒すような行為は避けるべきとされている）ため、実は処女である。

芳原 郁子（よしはら いくこ）
声：松下雅
久志のクラスメイトで、学園では彼と3年間同じクラスであった。男女問わず誰とでも話ができる、馴れ馴れしい性格。勉強を苦手としており、親友の美織に教えてもらったりもしている。
倉橋 美織（くらはし みおり）
声：石橋朋子
久志のクラスメイトで、郁子の親友でもある。勉強も運動も得意。かといってそれを鼻にかけるわけでなく、誰とでも気さくに話せる性格から、学園では人気が高い。

エナ
ニナの双子の姉。 麻由夏の星の反乱軍で、地球に攻めてきた敵艦の総大将を務める。しかし、何かとドジで大ボケな性格の上、地球に対しての変な知識に振り回されてしまう。
結麻（ゆま）
声：佐々留美子
麻由夏の住んでいた某星の近衛兵師団長で、麻由夏と星夏が最も信頼する。ただし、犬には弱い。

水沢 かづき（みずさわ かづき）
声：草野友
久志のクラス担任。実は地球自衛隊の隊員であり、諸事情から久志の学校に現れ、主人公宅の家政婦となる。
鰐垣 リコ（わにがき リコ）
声：小蝶
久志の幼馴染だが、とある事情から久志に嫌われている。自由奔放で楽天的、典型的なトラブルメーカー。最近まで海外にいたが、日本に帰ってきて、久志との間で一騒動を起こすことになる。妹モードの際は、久志のことを「おにいたま」と呼ぶ。

### サブキャラクター
吉住 高志（よしずみ たかし）
主人公の父。洗脳光線銃の影響で、星夏と再婚したつもりでいる。また、後に勤め先の会社が倒産するなど、不遇の人。
一条 謙吾（いちじょう けんご）
久志の知り合い。オヤジっぽい、エッチな性格で、いわゆる遊び人タイプ。学園に入ってから一番に話し掛けてきた、人懐っこい性格で、いつのまにか一緒にツルむ仲になっていた。
椎名 純一（しいな じゅんいち）
久志とは小学校からの知り合い。色白で気弱いが、久志と謙吾との3人でよくツルむ仲となっている。成績優秀。心霊写真観賞を趣味とする。またUFOにも詳しく、とあるシナリオにおいては特定キャラクターを追い回すことになる。
ニナ
麻由夏の星の反乱軍（星夏や麻由夏の敵対軍）。エナの双子の妹。

## 用語
本節では、本作に登場する各種用語を解説する。
洗脳銃
人の記憶や感情を操作可能な光線を撃てる銃。携帯電話のようなインタフェースを用いて「兄に恋心を抱くおませな妹」のような自然言語を指定し、光線を当てることで、光線の命中したキャラクターの記憶や感情を操作可能となっている。
ガイドブック「地球の過ごし方、日本エリア編」
本作最初に登場する宇宙人、麻由夏と星夏が地球で過ごすために持ち込んだガイドブック。地球文化や日本文化について記されており、家庭料理の作り方などのようなものも盛り込まれている。
パペッティア
某星の古代文化。星間航行可能なまでに発達した宇宙人の技術の前に古代の因習はほとんど失われているが、結婚の際の儀式「パペッティアの儀式」（キス）などにその名は残されている。
なお、某星では、高齢出産で生ずる障害よりも発生率の低い、近親相姦による奇形を恐れることは、遺伝子治療が確立されていない未開惑星に定番の迷信だとされている。
反重力リフレクター
バリアシステムと制圧重力子ディスラプターから構成される、着衣型の制圧装備。なお、地球にはこの制圧装備を突破できる武器は存在せず、無傷で相手を無力化できるとされている。

## スタッフ
- シナリオ：屑美たけゆき
- 原画：西E田

## 主題歌・挿入歌
オープニングテーマ「妹なんだもん!」
作詞・作曲：『妹でいこう!』制作委員会、歌：大野まりな・静木亜美
エンディングテーマ「恋より近くていいのかな」
作詞・作曲：『妹でいこう!』制作委員会、歌：畑亜貴
挿入歌「静かな笑顔で受け止めて」
作詞・作曲：『妹でいこう!』制作委員会、歌：畑亜貴
挿入歌「Happy Faceは止らない」
作詞・作曲：『妹でいこう!』制作委員会、歌：大野まりな
挿入歌「Symphony of Wishes」
作詞・作曲：『妹でいこう!』制作委員会、歌：静木亜美

## 関連作品
- 書籍
  - ラズベリー編集部『妹でいこう! ファーストファンブック』2002年7月。ISBN 978-4797320862。
  - 妹でいこう! 上 ハーヴェストノベルズ（ISBN 9784434037702）
  - 妹でいこう! 下 ハーヴェストノベルズ（ISBN 9784434037719）
- OVA（全2話、グリーンバニー制作）
  - 妹でいこう! 第1話「妹なんだもん」
  - 妹でいこう! 第2話「ありがとう…おにいちゃん」
- 音楽CD
  - 妹でいこう! オリジナルサウンドトラック（Lantis）
  - 妹でいこう! -麻由夏と冬乃の夏休み-（CANDYPOP）
  - 妹でいこう! パーフェクトアレンジアルバム（CANDYPOP）

## 開発
本作は低価格作品『Summerラディッシュバケーション!!/』によってオーバーフロー社内に醸成された「好きな物は低価格帯で作れ」という雰囲気がきっかけで生まれた。また、この時期メイザーズぬまきちが『シスタープリンセス』にかかわっていたこともあり、後年のインタビューの中で「裏シスプリ」と呼んでいる。
メイザーズぬまきちによる初稿ではちょっとスケベで暴走しやすい主人公が洗脳銃で悪事を働き報いを受けるコメディ作品になる予定だった。社内からの反対意見を受け、ちよれんに加盟しているâge（アージュ）とニトロプラスの関係者にサブシナリオを手掛けてもらった。
そして本作の評判を受け、『Snowラディッシュバケーション!!』への開発と至った。